# Хвалько, Егор Александрович
Егор Александрович Хвалько (бел. Ягор Аляксандравіч Хвалько; род. 18 февраля 1997, Барановичи, Брестская область) — белорусский футболист, защитник костанайского «Тобола».

## Карьера

### «Неман» Гродно

#### Аренда в «Лиду»
Начинал заниматься футболом в барановичской ДЮСШ №5. Позже перешёл в структуру гродненского «Немана». В 2015 году начал выступать за дублирующий состав. В сезоне 2016 года стал подтягиваться к основной команде гродненского клуба, однако на поле так и не вышел. В августе 2016 года на правах арендного соглашения присоединился к «Лиде», рассчитанное до конца сезона. Дебютировал за клуб 13 августа 2016 года в матче против клуба «Ошмян-БГУФК», выйдя на поле в стартовом составе. По итогу сезона вместе с клубом завершил чемпионат на итоговом шестом месте в турнирной таблице. На протяжении сезона выступал за клуб в роли одного из основных игроков, однако результативными действиями не отличился. По окончании срока арендного соглашения покинул лидский клуб.

#### Возвращение в «Неман»
В начале 2017 года начинал подготовку к сезону в дублирующем составе гродненского клуба. В апреле 2017 года стал подтягиваться к основной команде клуба. Дебютировал за клуб 7 мая 2017 года в матче против могилёвского «Днепра», выйдя на поле в стартовом составе. По итогу дебютного сезона вместе с клубом завершил чемпионат на итоговом шестом месте. На протяжении сезона выступал за клуб в роли одного из основных игроков, однако результативными действиями не отличился. В феврале 2018 года продлил контракт с гродненским клубом. Новый сезон начал 30 марта 2018 года с матча против «Витебска», выйдя на поле в стартовом составе. Вместе с клубом дошёл до полуфинальных матчей Кубка Беларуси, где по итогу встреч уступили борисовскому БАТЭ. В августе 2018 года отправился выступать за дублирующий состав.

#### Аренда в «Дняпро»
В феврале 2019 года подписал с гродненским клубом новый трёхлетний контракт и был отправлен на правах арендного соглашения до конца сезона в минский «Луч», который затем, после объединения с могилёвским «Днепром», стал называться «Дняпро». Дебютировал за клуб 19 апреля 2019 года в матче против столичного «Минска», выйдя на поле в стартовом составе. Первым результативным действием за клуб отличился 15 июня 2019 года в матче против «Ислочи», отдав голевую передачу. По итогу сезона вместе с клубом завершил чемпионат на итоговом четырнадцатом месте. На протяжении сезона первоначально выступал в роли основного игрока, однако затем вторую половину чемпионата провёл преимущественно на скамейке запасных, отличившись своей единственной голевой передачей. По окончании срока арендного соглашения покинул клуб.

### «Арсенал» Дзержинск
В 2020 году начинал сезон в составе гродненского клуба, однако почти сразу же был отправлен в дублирующий состав. В мае 2020 года покинул клуб, отправившись служить в армии. В феврале 2021 года находился на просмотре в дзержинском «Арсенале». В марте 2021 года официально присоединился к дзержинскому клубу. Дебютировал за клуб 6 марта 2021 года в четвертьфинальном матче Кубка Беларуси против жодинского «Торпедо-БелАЗ», выйдя на поле в стартовом составе. Первый матч в чемпионате сыграл 18 апреля 2021 года в матче против петриковского «Шахтёра», выйдя на поле в стартовом составе. Дебютными забитыми голами за клуб отличился 25 апреля 2021 года в матче против гомельского «Локомотива», оформив дубль. По итогу сезона вместе с клубом стал победителем чемпионата, отличившись за клуб 5 забитыми голами и голевой передачей.
В начале 2022 года начинал подготовку к новому сезону с основной командой дзержинского клуба. Новый сезон за клуб начал с матча 20 марта 2022 года против «Гомеля», выйдя на поле в стартовом составе. Своим первым в сезоне забитым голом за клуб отличился 26 июня 2022 года в матче против мозырской «Славии». В июле 2022 года появилась информация, что футболист может продолжить карьеру в азербайджанском клубе «Кяпаз». На следующий день, после сообщения о переходе в азербайджанский клуб, 21 июля 2022 года покинул дзержинский клуб, расторгнув контракт по соглашению сторон. На протяжении первой половины сезона выступал за дзержинский клуб в роли одного из ключевых игроков, отличившись своим единственным забитым голом.

### «Кяпаз»

#### Сезон 2022/23
В конце июля 2022 года официально присоединился к азербайджанскому клубу «Кяпаз». Дебютировал за клуб 5 августа 2022 года в матче против клуба «Зиря», выйдя на поле в стартовом составе. В следующем матче 14 августа 2022 года против бакинского «Нефтчи» футбоист получил травму и был заменён на 33 минуте. В сентябре 2022 года вернулся в распоряжение клуба и в скором времени вернул себе место в стартовом составе. Дебютным забитым голом за клуб отличился 9 апреля 2023 года в матче против клуба «Карабах». По итогу сезона вместе с клубом завершил чемпионат на итоговом седьмом месте в турнирной таблице. На протяжении сезона выступал за клуб в роли одного из ключевых игроков, отличившись 2 забитыми голами.

#### Сезон 2023/24
В июне 2023 года по сообщениям источников продлил контракт с клубом ещё на сезон. В конце месяца официально продлил контракт с клубом. В августе 2023 года было объявлено, что футболист стал вице-капитаном клуба. Первый матч в новом сезоне сыграл 6 августа 2023 года против бакинского клуба «Нефтчи», выйдя на поле в стартовом составе. В рамках матча Кубка Азербайджана на стадии 1/16 финала уступили «Сабаху», завершив выступление на турнире. По итогу сезона вместе с клубом завершил чемпионат на итоговом предпоследнем месте. На протяжении сезона выступал за клуб одним из ключевых игроков, также почти все матчи проведя в роли капитана, однако результативными действиями за не отличился.

#### Сезон 2024/25
В июле 2024 года продлил контракт с азербайджанским клубом до конца сезона. Первый матч в новом сезоне сыграл 3 августа 2024 года против клуба «Сумгаит», выйдя на поле в стартовом составе. Своим первым в сезоне забитым голом за клуб отличился 19 января 2025 года в матче против товузского клуба «Туран». В четвертьфинальных матчах Кубка Азербайджана вместе с клубом уступили бакинскому «Нефтчи», завершив выступление на турнире. По итогу сезона вместе с клубом завершил чемпионат на итоговом предпоследнем месте. На протяжении сезона выступал за клуб в роли одного из ключевых игроков, продолжая быть капитаном клуба, отличившись своим единственным забитым голом. В июне 2025 года появилась информация, что футболист может продолжить карьеру в азербайджанском «Сумгаите». В конце июня 2025 года официально покинул «Кяпаз».

### «Тобол»
В июле 2025 года на правах свободного агента присоединился к казахстанскому «Тоболу», подписав контракт до конца сезона.

## Международная карьера
Выступал в юношеских и молодёжной сборной Беларуси. Принимал участие в квалификационных матчах на юношеский и молодёжный чемпионаты Европы. В 2017 году выступал во второй сборной Беларуси в Кубке Короля в Таиланде. В мае 2023 года футболист попал в расширенный состав национальной сборной Беларуси.

## Достижения
«Арсенал» Дзержинск
- Победитель Первой лиги: 2021